# Spiceworld Tour
Lo Spiceworld Tour è il primo tour mondiale compiuto dalla band britannica Spice Girls dal febbraio 1998 fino al settembre dello stesso anno in promozione dell'omonimo album della band, Spiceworld, e del loro film, Spiceworld: The Movie. Il tour era diviso in 97 tappe che hanno raggiunto l'Inghilterra, molti paesi europei, gli Stati Uniti e il Canada. La tappa conclusiva del tour al Wembley Stadium erano presenti oltre 52,000 fan, il tour ha avuto un pubblico di 1,500,000 spettatori.

## Storia
Poco prima del termine della parte europea del tour, la band fu colpita dall'annuncio di una di loro, Geri Halliwell, che comunicava la decisione di voler lasciare il gruppo. Provvisoriamente, per la tappa di Oslo, fu comunicato che la Halliwell non era presente perché colpita da una gastroenterite ma il 31 maggio 1998 i legali divulgarono la notizia ufficiale, che in poche ore fece il giro di tutto il mondo.
Come già detto questo è stato il primo tour compiuto dalle Spice Girls, e fu un successo di spettatori. I biglietti per le due tappe irlandesi furono infatti, per esempio venduti in 2 ore, mentre per altre tappe americane come quelle di Los Angeles o Filadelfia sono stati letteralmente esauriti in pochi minuti. In particolare il gruppo ha stabilito il record di vendita di biglietti più veloce per il concerto al Madison Square Garden, vendendo 13.000 biglietti in meno di 12 minuti.

## Scaletta
1. If U Can't Dance
2. Who Do You Think You Are?
3. Something Kinda Funny
4. Do It
5. Denying
6. Too Much
7. Stop
8. Where Did Our Love Go? (performance da solista di Emma Bunton)
9. Move Over
10. The Lady Is A Vamp
11. Say You'll Be There
12. Naked
13. 2 Become 1
14. Walk of Life
15. Sisters (Are Doin' It For Themselves) (duetto tra Melanie C e Melanie B)
16. Wannabe
17. Spice Up Your Life
18. Mama 
Encore
19. Viva Forever
20. Never Give Up On The Good Times
21. We Are Family

A causa di un incidente che ha colpito uno dei ballerini, la scaletta del tour nordamericano fu ridimensionata. Walk of Life è stata definitivamente rimossa e Do It è stata sostituita da Step To Me. Inoltre nella parte del ritorno in Gran Bretagna, Denying è stata sostituita da Something Kinda Funny e Move Over è stata sostituita da Love Thing.

## Staff

### Voci
- Victoria Beckham
- Melanie Brown
- Emma Bunton
- Melanie Chisholm
- Geri Halliwell (Solo nel tour europeo)

### Band
- Simon Ellis – Musical Director / Keyboards
- Andy Gangadeen – Drums
- Paul Gendler – Guitars
- Fergus Gerrand – Percussion
- Steve Lewinson – Bass Guitar
- Michael Martin – Keyboards

### Ballerini
- Takao Baba
- Carmine Canuso
- Jimmy Gulzar
- Eszteca Noya
- Robert Nurse
- Louie Spence
- Christian Storm (essendo il ballerino personale di Geri Halliwell, non ha proseguito il tour in America a causa dell'abbandono della sua partner)

### Management e staff addizionale
- Tour manager: Richard Jones
- Assistant tour manager: Juliette Slater
- Production manager: Julian Lavender
- Show producer: Pete Barnes
- Stage manager (Europe): John Armstrong
- Stage manager (US): Jimmy Bolton
- Choreographer: Priscilla Samuels
- Costume designer: Kenny Ho
- Make up artist: Karin Darnell
- Booking agent (Europe): Primary Talent International
- Booking agent (US): William Morris Agency

## Date
| Data              | Città             | Stato       | Luogo                                     |
| Europa            | Europa            | Europa      | Europa                                    |
| ----------------- | ----------------- | ----------- | ----------------------------------------- |
| 24 febbraio 1998  | Dublino           | Irlanda     | The Point                                 |
| 25 febbraio 1998  | Dublino           | Irlanda     | The Point                                 |
| 2 marzo 1998      | Zurigo            | Svizzera    | Hallenstadion                             |
| 3 marzo 1998      | Francoforte       | Germania    | Festhalle                                 |
| 5 marzo 1998      | Bologna           | Italia      | PalaMalaguti                              |
| 6 marzo 1998      | Roma              | Italia      | PalaEur                                   |
| 8 marzo 1998      | Milano            | Italia      | Forum di Assago                           |
| 9 marzo 1998      | Milano            | Italia      | Forum di Assago                           |
| 11 marzo 1998     | Marsiglia         | Francia     | Le Dome                                   |
| 13 marzo 1998     | Barcellona        | Spagna      | Palau Sant Jordi                          |
| 16 marzo 1998     | Madrid            | Spagna      | Palacio de los Deportes                   |
| 19 marzo 1998     | Lione             | Francia     | Halle Tony Garnier                        |
| 20 marzo 1998     | Losanna           | Svizzera    | CIG de Malley                             |
| 22 marzo 1998     | Parigi            | Francia     | Le Zénith                                 |
| 23 marzo 1998     | Parigi            | Francia     | Le Zénith                                 |
| 26 marzo 1998     | Monaco            | Germania    | Olympiahalle                              |
| 28 marzo 1998     | Arnhem            | Paesi Bassi | Gelredome                                 |
| 29 marzo 1998     | Arnhem            | Paesi Bassi | Gelredome                                 |
| 31 marzo 1998     | Anversa           | Belgio      | Sportpaleis                               |
| 1º aprile 1998    | Dortmund          | Germania    | Westfalenhallen                           |
| 4 aprile 1998     | Glasgow           | Scozia      | Scottish Exhibition and Conference Centre |
| 5 aprile 1998     | Glasgow           | Scozia      | Scottish Exhibition and Conference Centre |
| 7 aprile 1998     | Manchester        | Inghilterra | NYNEX Arena                               |
| 8 aprile 1998     | Manchester        | Inghilterra | NYNEX Arena                               |
| 11 aprile 1998    | Manchester        | Inghilterra | NYNEX Arena                               |
| 12 aprile 1998    | Manchester        | Inghilterra | NYNEX Arena                               |
| 14 aprile 1998    | Londra            | Inghilterra | Wembley Arena                             |
| 15 aprile 1998    | Londra            | Inghilterra | Wembley Arena                             |
| 18 aprile 1998    | Londra            | Inghilterra | Wembley Arena                             |
| 19 aprile 1998    | Londra            | Inghilterra | Wembley Arena                             |
| 21 aprile 1998    | Londra            | Inghilterra | Wembley Arena                             |
| 22 aprile 1998    | Londra            | Inghilterra | Wembley Arena                             |
| 25 aprile 1998    | Londra            | Inghilterra | Wembley Arena                             |
| 26 aprile 1998    | Londra            | Inghilterra | Wembley Arena                             |
| 28 aprile 1998    | Londra            | Inghilterra | Wembley Arena                             |
| 29 aprile 1998    | Birmingham        | Inghilterra | NEC Arena                                 |
| 2 maggio 1998     | Birmingham        | Inghilterra | NEC Arena                                 |
| 3 maggio 1998     | Birmingham        | Inghilterra | NEC Arena                                 |
| 5 maggio 1998     | Birmingham        | Inghilterra | NEC Arena                                 |
| 6 maggio 1998     | Birmingham        | Inghilterra | NEC Arena                                 |
| 12 maggio 1998    | Parigi            | Francia     | Bercy                                     |
| 13 maggio 1998    | Parigi            | Francia     | Bercy                                     |
| 15 maggio 1998    | Vienna            | Austria     | Wiener Stadthalle                         |
| 16 maggio 1998    | Vienna            | Austria     | Wiener Stadthalle                         |
| 19 maggio 1998    | Stoccolma         | Svezia      | Stockholm Globe Arena                     |
| 20 maggio 1998    | Stoccolma         | Svezia      | Stockholm Globe Arena                     |
| 22 maggio 1998    | Copenaghen        | Danimarca   | The Forum                                 |
| 23 maggio 1998    | Copenaghen        | Danimarca   | The Forum                                 |
| 25 maggio 1998    | Helsinki          | Finlandia   | Hartwall Areena                           |
| 26 maggio 1998    | Helsinki          | Finlandia   | Hartwall Areena                           |
| 28 maggio 1998    | Oslo              | Norvegia    | Oslo Spektrum                             |
| 29 maggio 1998    | Oslo              | Norvegia    | Oslo Spektrum                             |
| Nord America      |                   |             |                                           |
| 15 giugno 1998    | West Palm Beach   | Stati Uniti | Sound Advice Amphitheatre                 |
| 16 giugno 1998    | Orlando           | Stati Uniti | TD Waterhouse Centre                      |
| 18 giugno 1998    | Atlanta           | Stati Uniti | Aaron's Amphitheatre at Lakewood          |
| 20 giugno 1998    | Charlotte         | Stati Uniti | Verizon Wireless Amphitheatre             |
| 21 giugno 1998    | Bristow           | Stati Uniti | Nissan Pavilion                           |
| 24 giugno 1998    | Virginia Beach    | Stati Uniti | Verizon Wireless Amphitheatre             |
| 25 giugno 1998    | Holmdel           | Stati Uniti | PNC Bank Arts Center                      |
| 27 giugno 1998    | Filadelfia        | Stati Uniti | Wachovia Center                           |
| 29 giugno 1998    | Wantagh           | Stati Uniti | Nikon at Jones Beach Theatre              |
| 1º luglio 1998    | New York          | Stati Uniti | Madison Square Garden                     |
| 3 luglio 1998     | Hartford          | Stati Uniti | Dodge Music Center                        |
| 4 luglio 1998     | Corfù             | Stati Uniti | Darien Lake Six Flags P.A.C.              |
| 6 luglio 1998     | Scranton          | Stati Uniti | Toyota Pavilion                           |
| 8 luglio 1998     | Mansfield         | Stati Uniti | Tweeter Center                            |
| 10 luglio 1998    | Montréal          | Canada      | Bell Centre                               |
| 11 luglio 1998    | Toronto           | Canada      | Molson Amphitheatre                       |
| 14 luglio 1998    | Cuyahoga Falls    | Stati Uniti | Blossom Music Center                      |
| 15 luglio 1998    | Burgettstown      | Stati Uniti | Post-Gazette Pavilion                     |
| 18 luglio 1998    | Antioch           | Stati Uniti | Starwood Amphitheatre                     |
| 20 luglio 1998    | Cincinnati        | Stati Uniti | Riverbend Music Center                    |
| 22 luglio 1998    | Columbus          | Stati Uniti | Polaris Amphitheater                      |
| 24 luglio 1998    | Noblesville       | Stati Uniti | Deer Creek Music Center                   |
| 26 luglio 1998    | Auburn Hills      | Stati Uniti | The Palace                                |
| 27 luglio 1998    | Tinley Park       | Stati Uniti | First Midwest Bank Amphitheatre           |
| 29 luglio 1998    | Milwaukee         | Stati Uniti | Marcus Amphitheatre                       |
| 31 luglio 1998    | Minneapolis       | Stati Uniti | Target Center                             |
| 2 agosto 1998     | Maryland Heights  | Stati Uniti | UMB Bank Pavilion                         |
| 3 agosto 1998     | Bonner Springs    | Stati Uniti | Sandstone Amphitheater                    |
| 5 agosto 1998     | Greenwood Village | Stati Uniti | Coors Amphitheatre                        |
| 8 agosto 1998     | Tacoma            | Stati Uniti | Tacoma Dome                               |
| 9 agosto 1998     | Portland          | Stati Uniti | Rose Garden Arena                         |
| 11 agosto 1998    | Vancouver         | Canada      | General Motors Place                      |
| 13 agosto 1998    | Mountain View     | Stati Uniti | Shoreline Amphitheatre                    |
| 15 agosto 1998    | Inglewood         | Stati Uniti | The Forum                                 |
| 16 agosto 1998    | San Bernardino    | Stati Uniti | Hyundai Pavilion                          |
| 18 agosto 1998    | Irvine            | Stati Uniti | Verizon Wireless Amphitheatre cancellata  |
| 19 agosto 1998    | Paradise          | Stati Uniti | Thomas and Mack Center                    |
| 21 agosto 1998    | Chula Vista       | Stati Uniti | Coors Amphitheatre                        |
| 22 agosto 1998    | Phoenix           | Stati Uniti | Cricket Wireless Pavilion                 |
| 25 agosto 1998    | The Woodlands     | Stati Uniti | Cynthia Woods Mitchell Pavilion           |
| 26 agosto 1998    | Dallas            | Stati Uniti | Smirnoff Music Centre                     |
| Europa            |                   |             |                                           |
| 12 settembre 1998 | Sheffield         | Inghilterra | Don Valley Stadium                        |
| 13 settembre 1998 | Sheffield         | Inghilterra | Don Valley Stadium                        |
| 19 settembre 1998 | Londra            | Inghilterra | Wembley Stadium                           |
| 20 settembre 1998 | Londra            | Inghilterra | Wembley Stadium                           |